# Matelea ochracea
Matelea ochracea är en oleanderväxtart som beskrevs av G. Morillo. Matelea ochracea ingår i släktet Matelea och familjen oleanderväxter. Inga underarter finns listade i Catalogue of Life.